# Media Evolution City
Media Evolution City (fastighet: Ubåten 2) är en kontorsbyggnad i Västra hamnen i Malmö. Huset invigdes i juni 2012.
Huset ligger på en tidigare industritomt. MEC är särskilt inriktat på företag i mediebranschen och tanken är att synergier ska uppnås med både högskolan och SVT som ligger i närheten. De samarbetar genom organisationen Media Evolution.
Byggnaden belönades med Malmö stads stadsbyggnadspris 2012.

## Källhänvisningar
1. ↑  ”Juul Frost”. Arkiverad från originalet den 8 mars 2015. https://web.archive.org/web/20150308212923/http://www.juulfrost.dk/projekter/100/. Läst 8 mars 2015.
2. ↑  ”Fullt hus innan invigningen”. Sydsvenskan. 8 juni 2012. http://www.sydsvenskan.se/ekonomi/fullt-hus-innan-invigningen/.
3. ↑  ”Mediahus får stadsbyggnadspris”. Sydsvenskan. 22 augusti 2012. http://www.sydsvenskan.se/malmo/mediahus-far-stadsbyggnadspris/.